# دربن صلاح (غوهران)
دربن صلاح (بالفارسية: دربن صلاح) هي قرية تقع في إيران في قسم غوهران الريفي. يقدر عدد سكانها بـ 24 نسمة بحسب إحصاء 2016.